# 学級委員
学級委員（がっきゅういいん、英: class officer）は、学校の学級（クラス）においてリーダー的な立場の役職に就いている生徒の事である。

## 名称
学級委員の名称は各学校によって異なり、「クラス委員」「クラス委員長」「級長」「委員長」「学級長」「代表委員」「代議委員」「自治委員」「学級代表」｢HR委員｣「学級会長」などとも呼ばれる。通常、学級ごとに1人から2人を選出し、共学の場合は男女1人ずつ選出する場合が多い。中には「学級委員長」「学級副委員長」というように職名を分ける学校もある。

## 各国での配置

### 日本
日本で学級制度が導入されたのは1885年（明治18年）で、級長制が導入された時期は厳密には必ずしも明らかではないが、明治20年代前半に大規模校で級長制が導入されるようになった。多くの学校では学力品行をもとに級長と副級長を伝命して学級を統括させた。しかし、級長制に代わって生徒らからの推薦や選挙で学級委員を選出することが多くなった。

### 中国
中国では「班代表」や「班長」などと呼ばれるクラスの長が置かれている。また、教科ごとに「数学科代表」や「語文科代表」といった係が置かれることもある。

### 韓国
韓国では主にクラスの長が「班長」と呼ばれるが、「室長」や「会長」と呼ばれる場合もある。かつては主に「級長」と呼ばれていた。選出方法は日本とほぼ同じである。